# Kuwejt na Letnich Igrzyskach Olimpijskich 2012
Kuwejt na Letnich Igrzyskach Olimpijskich 2012, które odbyły się w Londynie, reprezentowało 10 zawodników. Zdobyli oni jeden brązowy medal, zajmując 73. miejsce w klasyfikacji medalowej.
Był to dwunasty start reprezentacji Kuwejtu na letnich igrzyskach olimpijskich.

## Zdobyte medale
| Medal | Zawodnik         | Dyscyplina  | Konkurencja | Rezultat | Data       |
| ----- | ---------------- | ----------- | ----------- | -------- | ---------- |
| Brąz  | Fehaid Aldeehani | Strzelectwo | trap        | 145 pkt  | 6 sierpnia |

## Reprezentanci

### Lekkoatletyka
Mężczyźni
| Zawodnik          | Konkurencja                | Eliminacje | Eliminacje | Ćwierćfinał | Ćwierćfinał | Półfinał                     | Półfinał                     | Finał                        | Finał                        |
| Zawodnik          | Konkurencja                | Wynik      | Miejsce    | Wynik       | Miejsce     | Wynik                        | Miejsce                      | Wynik                        | Miejsce                      |
| ----------------- | -------------------------- | ---------- | ---------- | ----------- | ----------- | ---------------------------- | ---------------------------- | ---------------------------- | ---------------------------- |
| Mohammad Al-Azemi | Bieg na 800 m              | DQ         | DQ         | —           | —           | Odpadł z dalszej rywalizacji | Odpadł z dalszej rywalizacji | Odpadł z dalszej rywalizacji | Odpadł z dalszej rywalizacji |
| Fawaz Al-Shammari | bieg na 110 m przez płotki | —          | —          | 14,00       | 7.          | Odpadł z dalszej rywalizacji | Odpadł z dalszej rywalizacji | Odpadł z dalszej rywalizacji | Odpadł z dalszej rywalizacji |

| Zawodnik               | Konkurencja | Kwalifikacje | Kwalifikacje | Finał                        | Finał                        |
| Zawodnik               | Konkurencja | Wynik        | Miejsce      | Wynik                        | Miejsce                      |
| ---------------------- | ----------- | ------------ | ------------ | ---------------------------- | ---------------------------- |
| Ali Mohamed Al-Zinkawi | Rzut młotem | 73,40        | 18.          | Odpadł z dalszej rywalizacji | Odpadł z dalszej rywalizacji |

### Pływanie
Mężczyźni
| Zawodnik        | Konkurencja             | Eliminacje | Eliminacje | Półfinał                     | Półfinał                     | Finał                        | Finał                        |
| Zawodnik        | Konkurencja             | Czas       | Miejsce    | Czas                         | Miejsce                      | Czas                         | Miejsce                      |
| --------------- | ----------------------- | ---------- | ---------- | ---------------------------- | ---------------------------- | ---------------------------- | ---------------------------- |
| Yousef Alaskari | 200 m stylem motylkowym | 2:05,41    | 36         | Odpadł z dalszej rywalizacji | Odpadł z dalszej rywalizacji | Odpadł z dalszej rywalizacji | Odpadł z dalszej rywalizacji |

Kobiety
| Zawodnik    | Konkurencja          | Eliminacje | Eliminacje | Półfinał                      | Półfinał                      | Finał                         | Finał                         |
| Zawodnik    | Konkurencja          | Czas       | Miejsce    | Czas                          | Miejsce                       | Czas                          | Miejsce                       |
| ----------- | -------------------- | ---------- | ---------- | ----------------------------- | ----------------------------- | ----------------------------- | ----------------------------- |
| Faye Sultan | 50 m stylem dowolnym | 28,28      | 51         | Odpadła z dalszej rywalizacji | Odpadła z dalszej rywalizacji | Odpadła z dalszej rywalizacji | Odpadła z dalszej rywalizacji |

### Strzelectwo
Mężczyźni
| Zawodnik           | Konkurencja   | Kwalifikacje | Kwalifikacje | Finał | Finał   |
| Zawodnik           | Konkurencja   | Wynik        | Pozycja      | Wynik | Pozycja |
| ------------------ | ------------- | ------------ | ------------ | ----- | ------- |
| Fehaid Aldeehani   | trap          | 124          | 2.           | 145   | brąz    |
| Fehaid Aldeehani   | trap podwójny | 140          | 3.           | 185   | 4.      |
| Abdullah Alrashidi | skeet         | 116          | 21.          |       |         |
| Talal Alrashidi    | trap          | 116          | 26.          |       |         |

Kobiety
| Zawodnik       | Konkurencja                             | Kwalifikacje | Kwalifikacje | Finał | Finał   |
| Zawodnik       | Konkurencja                             | Wynik        | Pozycja      | Wynik | Pozycja |
| -------------- | --------------------------------------- | ------------ | ------------ | ----- | ------- |
| Maryam Arzouqi | karabin pneumatyczny 10 m               | 393          | 28.          |       |         |
| Maryam Arzouqi | karabin małokalibrowy trzy postawy 50 m | 564          | 44.          |       |         |

### Tenis stołowy
Mężczyźni
| Zawodnik        | Konkurencja        | Eliminacje         | Runda 1              | Runda 2          | Runda 3          | 1/8 finału       | Ćwierćfinały     | Półfinały        | Finał            | Finał   |
| Zawodnik        | Konkurencja        | Przeciwnik Wynik   | Przeciwnik Wynik     | Przeciwnik Wynik | Przeciwnik Wynik | Przeciwnik Wynik | Przeciwnik Wynik | Przeciwnik Wynik | Przeciwnik Wynik | Pozycja |
| --------------- | ------------------ | ------------------ | -------------------- | ---------------- | ---------------- | ---------------- | ---------------- | ---------------- | ---------------- | ------- |
| Ibrahem Alhasan | gra pojedyncza (m) | Saheed Idowu W 4:1 | Paul Drinkhall P 0:4 |                  |                  |                  |                  |                  |                  |         |